# Erhard Schmidt
Erhard Schmidt   (Tartu, 13 de gener de 1876 - Berlín, 6 de desembre de 1959) va ser un matemàtic alemany.

## Vida i obra
Schmidt va néixer a Dorpat (actualment Tartu, Estònia), quan formava part de l'Imperi Rus tot i que amb una forta influència alemanya. Va estudiar a les universitat de la seva vila natal, de Berlín i de Göttingen. Va obtenir el doctorat en aquesta última el 1905 amb una tesi dirigida per David Hilbert. L'any següent va obtenir l'habilitació docent a la universitat de Bonn, en la qual va ser professor ajudant durant dos cursos.
El 1908 va ser nomenat professor de la universitat de Zúric, de la qual va passar a les d'Erlangen (1910-1911) i Breslau (1911-1917), fins que el 1917 va ser nomenat catedràtic de la universitat de Berlín, en la qual va romandre fins a la seva jubilació el 1950. A Berlín va mantenir sempre una gran reputació intel·lectual, essent un professor carismàtic i excèntric al mateix temps.
Durant el nazisme, i malgrat la seva ideologia conservadora i nacionalista, va mantenir postures decents, arribant a ser qualificat de personan non grata. Ell va lluitar per a que es restablís a la docència el seu col·lega jueu Issai Schur. Després de la Kristallnacht, va ser l'únic col·lega que va seguir visitant regularment Schur.
Acabada la Segona Guerra Mundial, va romandre al Berlín Oriental, essent l'editor de la revista Mathematische Nachrichten.
El seu principal camp de treball va ser l'anàlisi matemàtica. És especialment recordat pel procés d'ortogonalització de Gram-Schmidt, un procediment per ortonormalitzar un conjunt de vectors d'un espai prehilbertià.